# Die Vermählung ihrer Eltern geben bekannt
Die Vermählung ihrer Eltern geben bekannt (Original: The Parent Trap) ist eine US-amerikanische Komödie aus dem Jahr 1961. Der Film aus den Disney-Studios ist eine amerikanisierte Adaption des Erich-Kästner-Romans Das doppelte Lottchen. Regie führte David Swift, die Hauptrollen werden von Hayley Mills in einer Doppelrolle verkörpert.

## Handlung
Die 13-jährige Hedy (im Original Sharon) verbringt ihre Ferien im Ferienlager „Camp Inch“. Hier trifft sie die gleichaltrige Susi, die ihr zum Verwechseln ähnlich sieht. Die beiden Mädchen sind sich spinnefeind und spielen sich gegenseitig boshafte Streiche – zur Strafe müssen sie den Rest ihrer Ferien gemeinsam in einer Camphütte verbringen. Hier entdecken sie, dass sie Zwillinge sind, die von ihren geschiedenen Eltern getrennt wurden: Hedy wuchs bei ihrer Mutter in Boston und Susi bei ihrem Vater in Monterey, Kalifornien auf.
Entrüstet über die Familienzerrüttung planen Hedy und Susi, nach den Ferien die Plätze zu tauschen, mit der Absicht, bei einem späteren Rücktausch ihre Eltern wieder zusammenzuführen. Nach akribischen Vorbereitungen fährt also Susi als Hedy nach Boston und Hedy als Susi nach Kalifornien.
Es kommt zu turbulenten Situationen, als die Mädchen in ihre neuen Leben eintauchen – besonders knifflig wird es für Hedy in Kalifornien, als sie erfährt, dass ihr Vater Mitch plant, die junge Frau Vicky zu heiraten – die allerdings eher an Mitchs Bankkonto als an seiner Liebe interessiert ist.
Derweil lüftet Susi in Boston das Geheimnis ihrer Identität. Ihre Mutter Maggie bringt sie nach Kalifornien, wo sie nach vielen Jahren auch zum ersten Mal wieder ihrem geschiedenen Mann begegnet. Ganz entgegen der Vorstellung der Zwillinge verläuft diese Begegnung alles andere als harmonisch – zumal das Auftauchen der Ex-Frau nicht gerade in die Hochzeitsvorbereitungen von Mitch und Vicky passt.
Hedy und Susi nutzen als letzten Ausweg die Tatsache, dass sie Zwillinge sind, noch einmal aus, denn nicht mal die Eltern können sie auseinanderhalten. Sie erzwingen einen Campingausflug in die Berge, bei dem sie Vicky mit allerhand Streichen vergraulen.
Nach der Heimkehr auf die heimische Farm erkennt Mitch, dass er Maggie noch immer liebt. So geht der Plan der Zwillinge doch noch auf.

## Produktion
In diesem Film wurde für die Trickaufnahmen erstmals das von den Disney Studios entwickelte Yellowscreen-Verfahren eingesetzt, das vom Prinzip her mit der Bluescreen-Technik vergleichbar ist, die zum damaligen Zeitpunkt noch nicht ausgereift war. Auch der damals üblichen Technik, zwei Bildinformationen mittels Rückprojektion zusammenzuspielen, war dieses Verfahren deutlich überlegen, womit die höheren Kosten für Entwicklung und Einsatz gerechtfertigt wurden. Mit dem raschen Fortschreiten in der Entwicklung alternativer Techniken verlor das bis in die 1970er Jahre konkurrenzlose Verfahren an Bedeutung.

## Veröffentlichungen
The Parent Trap wurde in den USA am 12. Juni 1961 uraufgeführt. Die deutsche Erstaufführung unter dem Titel Die Vermählung ihrer Eltern geben bekannt fand am 5. Oktober 1962 statt.
Der Film erschien in seiner deutschen Fassung als DVD von Walt Disney Pictures am 23. September 2004.

## Auszeichnungen
Der Film wurde 1962 als bester Unterhaltungsfilm des Jahres mit dem Laurel Award ausgezeichnet.
Philip W. Anderson für den besten Schnitt und Robert O. Cook für den besten Ton wurden 1962 für den Oscar nominiert.

## Fortsetzungen und Neuverfilmung
25 Jahre nach seiner Uraufführung wurde The Parent Trap mit einer Reihe von Fernsehfilmen fortgeführt:
1986 Nikki und Mary – Die 5-Minuten-Ehe (Parent Trap II), 1989 Ein Zwilling kommt selten allein (Parent Trap III; nicht zu verwechseln mit dem gleichnamigen Remake) und ebenfalls 1989 Flitterwochen auf Hawaii (Parent Trap IV: Hawaiian Honeymoon). In allen Fortsetzungen stand Hayley Mills erneut als Sharon und Susan vor der Kamera. In den deutschen Fassungen der Fernsehfilme behielten die Zwillinge anders als in der Synchronfassung von Die Vermählung ihrer Eltern geben bekannt ihre amerikanischen Namen Sharon und Susan. Die letzten beiden Filme der Reihe handeln von Susans Beziehung zu ihrem neuen Mann (Barry Bostwick), der Vater von Drillingen ist. Inhaltlich besteht keine Verbindung mehr zu der Vorlage von Erich Kästner.
1998 kam die Neuverfilmung von Die Vermählung ihrer Eltern geben bekannt als Ein Zwilling kommt selten allein in die Kinos.